# Світлий (Асінівський район)
Сві́тлий (рос. Светлый) — селище у складі Асінівського району Томської області, Росія. Входить до складу Новиковського сільського поселення.

## Населення
Населення — 353 особи (2010; 401 у 2002).
Національний склад (станом на 2002 рік):
- росіяни — 92 %